# Otis Elevator Company
Die Otis Elevator Company ist einer der vier global führenden Hersteller und Dienstleister für Aufzugsanlagen, Rolltreppen & Fahrsteige. Der internationale Marktanteil wird je nach Produktsegment mit etwa 20 Prozent beziffert, der Umsatz im Jahre 2023 mit rund 14 Milliarden US-Dollar. Das Unternehmen beschäftigt insgesamt aktuell etwa 69.000 Mitarbeiter, davon rund 2.200 in Deutschland, fast 600 in Österreich, circa 460 in der Schweiz und etwa 9.000 in den USA. Von 1975 bis 2020 war Otis Teil der UTC-Unternehmensgruppe.

## Geschichte
Das Unternehmen wurde im Jahre 1853 von Elisha Graves Otis in New York City gegründet, nachdem dieser eine sichernde Fangvorrichtung erfunden hatte.
1908 baute die Otis einen Automobil-Prototyp für die Sultan Motor Company in Springfield, Massachusetts. Eine reguläre Produktion der meist als Taxi verkauften Fahrzeuge fand bis etwa 1910 statt, danach entstanden die Fahrzeuge bei Sultan selber.

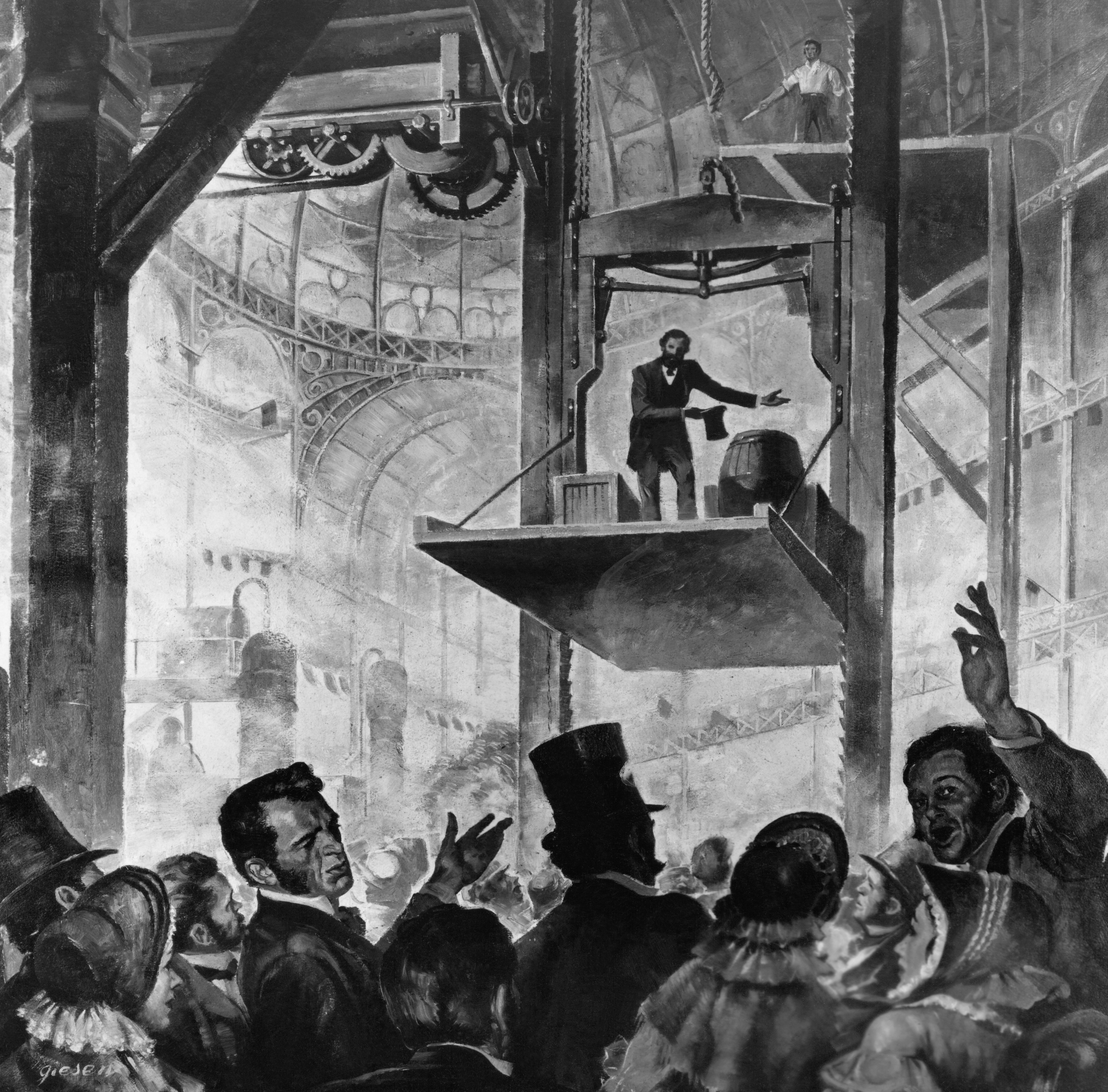
Vorführung im Crystal Palace, 1854

Otis wurde in Deutschland erstmals 1911 beim Bau des Hamburger St. Pauli-Elbtunnels aktiv.
Die deutsche Niederlassung Flohr-Otis entstand 1951 durch Übernahme der Firma Carl Flohr, Berlin-Borsigwalde.
Im Jahr 1975 wurde die Otis Elevator Company Teil des amerikanischen Konzerns United Technologies Corporation. 
Otis installierte die weltweit erste Aufzugsanlage im Demarest Building in Manhattan, weitere unter anderem im Eiffelturm, CN Tower, Burj Khalifa und im Empire State Building. Auch die Aufzüge im früheren World Trade Center stammten von Otis.
Der OTIS Shibayama Test Tower war zum Zeitpunkt seiner Errichtung mit 154 Metern bis 2007 der höchste Testturm der Welt. Er hat 39 Stockwerke über und sechs Stockwerke unter dem Erdboden. Ein Anbau hat weitere drei oberirdische Stockwerke. Die komplette Gebäudefläche beträgt 12.793 Quadratmeter. Im Turm befinden sich elf Aufzugsschächte für die Entwicklung zukünftiger Aufzüge, wie beispielsweise des doppelstöckigen Aufzugs und des seillosen linearen Aufzugs.
Im Februar 2007 verhängte die EU-Wettbewerbskommission eine Rekordkartellstrafe von 224,93 Mio. Euro wegen der Mitwirkung im Aufzugs- und Fahrtreppenkartell, dem außer Otis auch Kone, Schindler und ThyssenKrupp angehörten. Geschädigte Firmen verklagen die Täter auch auf Schadenersatz.
Forschungs- und Entwicklungszentren befinden sich in den USA, Japan, China, Frankreich, Deutschland, Österreich und Spanien. Otis verfügt über Fertigungsstätten in Europa, Asien und Amerika und Niederlassungen in mehr als 200 Ländern.
2015 hat Otis das Unternehmen strategisch erweitert: Durch die Übernahme von zwei Unternehmen stieg Otis in den Brandschutzmarkt ein. Die Otis-Brandschutzsparte soll unter dem Namen Kidde aufgebaut werden und vertreibt unter anderem Feuerlöscher, Löschdecken, Löschwassertechnik und Fluchtwegbeleuchtungen; außerdem bietet sie Brandschutz-Schulungen an.
2020 wurde im Zuge von weiteren Übernahmen der Konzernmutter die Otis Elevator Company neu via Spin-Off unter dem Namen Otis Worldwide an die Börse gebracht.

## Otis Deutschland

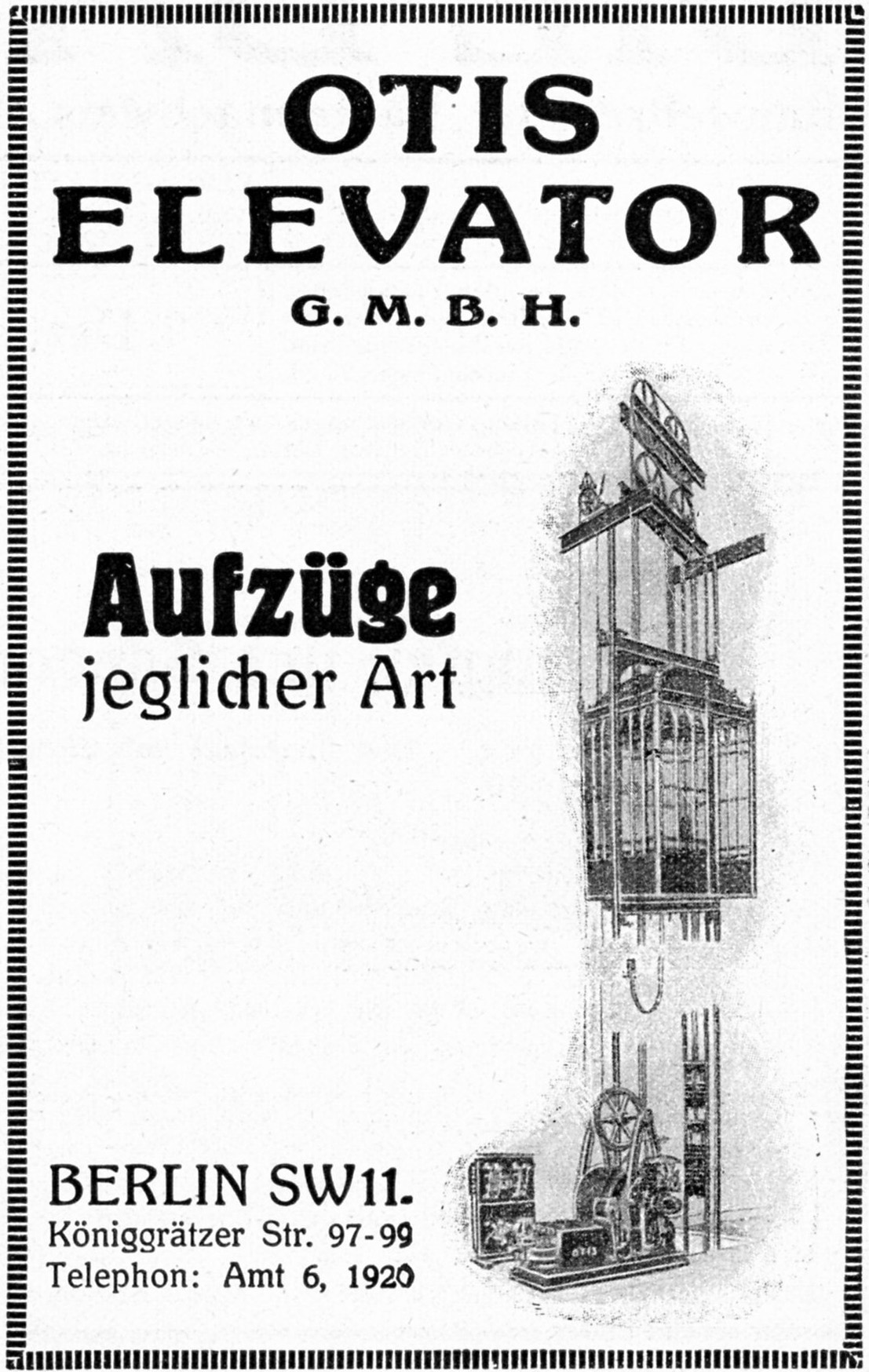
Werbeanzeige von 1911

Die Unternehmenszentrale für Deutschland befindet sich in der Otisstraße in Berlin-Tegel. Insgesamt wurde 2016 mit 2.200 Mitarbeitern ein Umsatz von 514 Millionen Euro in Deutschland erwirtschaftet.

## Otis Österreich
Die österreichische Aufzugsfirma Anton Freissler bestand seit 1868, also rund hundert Jahre eigenständig, 1969 wurde Otis Mehrheitseigentümer. Als Otis-Tochter wurde in den 1970er-Jahren, der Konzernphilosophie folgend, Freissler in Freissler-Otis umbenannt. Im Jahr 1991 erfolgte die Umbenennung in „Otis Austria“ GmbH.
Die Zentrale von „Otis Österreich“ befindet sich in Wien und beschäftigte im Jahre 2009 550 Mitarbeiter, mit denen das Tochterunternehmen einen Umsatz von 120 Millionen Euro erwirtschaftete. In Österreich werden 30.000 Aufzugsanlagen betrieben.

## Otis Spanien
Die spanische Tochter von Otis ist Zardoya Otis. United Technologies hält 50 % der Aktien an diesem eigenständigen Unternehmen. Die restlichen Aktien werden im Freiverkehr gehandelt. Zardoya Otis produziert in Madrid und San Sebastian für den spanischen Markt und den Export in andere Länder. Hauptquelle für den Umsatz des Unternehmens ist aber die Wartung von Aufzügen, Fahrtreppen und automatischen Türen. In diesem Bereich werden über 70 % der Umsätze gemacht.

## Otis Russland
Im Juli 2022 verkaufte das Aufzugsunternehmen Otis sein Geschäft in Russland an S8 Capital. Die Holdinggesellschaft übernahm die Ausrüstung, die Technologie und das Personal. Außerdem garantierte die amerikanische Seite eine ununterbrochene Versorgung mit den notwendigen Ersatzteilen. Anfang August hat Otis eine neue Produktionslinie in Betrieb genommen. Seit Ende Januar 2023 produziert das Unternehmen Produkte unter der Marke Meteor Lift.